# Liste der Kulturgüter in Wengi
Die Liste der Kulturgüter in Wengi enthält alle Objekte in der Gemeinde Wengi im Kanton Bern, die gemäss der Haager Konvention zum Schutz von Kulturgut bei bewaffneten Konflikten, dem Bundesgesetz vom 20. Juni 2014 über den Schutz der Kulturgüter bei bewaffneten Konflikten sowie der Verordnung vom 29. Oktober 2014 über den Schutz der Kulturgüter bei bewaffneten Konflikten unter Schutz stehen.
Objekte der Kategorie A sind im Gemeindegebiet nicht ausgewiesen, Objekte der Kategorie B sind vollständig in der Liste enthalten, Objekte der Kategorie C fehlen zurzeit (Stand: 3. Mai 2024). Unter übrige Baudenkmäler sind Objekte zu finden, die im Bauinventar des Kantons Bern als «schützenswert» verzeichnet sind.

## Kulturgüter
| Foto |                                                                            | Objekt                                          | Kat. | Typ | Standort                                | Beschreibung |
| ---- | -------------------------------------------------------------------------- | ----------------------------------------------- | ---- | --- | --------------------------------------- | --- |
| ja   | Datei hochladen · Wikidata zu Reformierte Kirche mit Pfarrhaus (Q29676353) | Reformierte Kirche mit Pfarrhaus KGS-Nr.: 01339 | B    | G   | Frauchwilstrasse 12, 14 597090 / 214580 | Das 1521 erbaute Kirchengebäude ist eine Saalkirche im spätgotischen Stil mit leicht eingezogenem Polygonalchor und an der Nordseite angebautem Turm. Daneben steht das Pfarrhaus aus dem 17./18. Jahrhundert, ein vierachsiger Putzbau mit Sandsteingewänden und drei Ründen. |

## Übrige Baudenkmäler
Hinweis: Anstelle der KGS-Nummer wird als Objekt-Identifikator (ID) die Grundstücksnummer verwendet.
| ID  | Foto |                 | Objekt                                                | Typ | Standort                             | Beschreibung |
| --- | ---- | --------------- | ----------------------------------------------------- | --- | ------------------------------------ | ------------ |
| 89  | BW   | Datei hochladen | Steinbrücke (1826)                                    | G   | Chutzenbrügg 201 598059 / 215952     |              |
| 105 | ja   | Datei hochladen | Altes Primarschulhaus (1820) / Gemeindehaus (ab 1964) | G   | Frauchwilstrasse 11 597110 / 214627  |              |
| 124 | BW   | Datei hochladen | Primarschulhaus (1925)                                | G   | Lyss-Strasse 1 594572 / 215351       |              |
| 172 | BW   | Datei hochladen | Bauernhaus (1793)                                     | G   | Neuhaus 4 596302 / 214632            |              |
| 200 | BW   | Datei hochladen | Gasthof Bären (1906)                                  | G   | Hauptstrasse 30 596934 / 214685      |              |
| 222 | BW   | Datei hochladen | Gasthof Sonne (1. Hälfte 19. Jh.)                     | G   | Scheunenberg 70 595206 / 215299      |              |
| 233 | BW   | Datei hochladen | Speicher (wohl 1. H. 18. Jh.)                         | G   | Wymattstrasse 2a 597018 / 214656     |              |
| 264 | BW   | Datei hochladen | Bauernhaus (1826)                                     | G   | Scheunenberg 30 595415 / 214982      |              |
| 265 | BW   | Datei hochladen | Speicher (1743)                                       | G   | Scheunenberg 31a 595398 / 214960     |              |
| 467 | BW   | Datei hochladen | Bauernhaus (1802)                                     | G   | Moosgasse 10 597031 / 214782         |              |
| 593 | BW   | Datei hochladen | Wohnstock (um 1815)                                   | G   | Hauptstrasse 26 596969 / 214704      |              |
| 612 | BW   | Datei hochladen | Speicher (1784)                                       | G   | Wymattstrasse 3 597018 / 214597      |              |
| 686 | BW   | Datei hochladen | Ofenhaus/Speicher/Stöckli (1754/55)                   | G   | Frauchwilstrasse 14a 597089 / 214561 |              |
| 687 | BW   | Datei hochladen | Stöckli (1836)                                        | G   | Hauptstrasse 38 596852 / 214648      |              |
| 715 | BW   | Datei hochladen | Speicher (2. Hälfte 18. Jh.)                          | G   | Hauptstrasse 4b 597284 / 214863      |              |
| 750 | BW   | Datei hochladen | Pfrundscheune (18./19. Jh.)                           | G   | Frauchwilstrasse 14b 597055 / 214544 |              |